# سانتا ماریا د بسرا
سانتا ماریا د بسرا (به اسپانیایی: Santa Maria de Besora) یک شهرستان در اسپانیا است که در بارسلون واقع شده‌است.

## خصوصیات
سانتا ماریا د بسرا ۲۴٫۷ کیلومترمربع مساحت و ۱۸۳ نفر جمعیت دارد و ۸۶۶ متر بالاتر از سطح دریا واقع شده‌است.